# ليتوانيا الصغرى

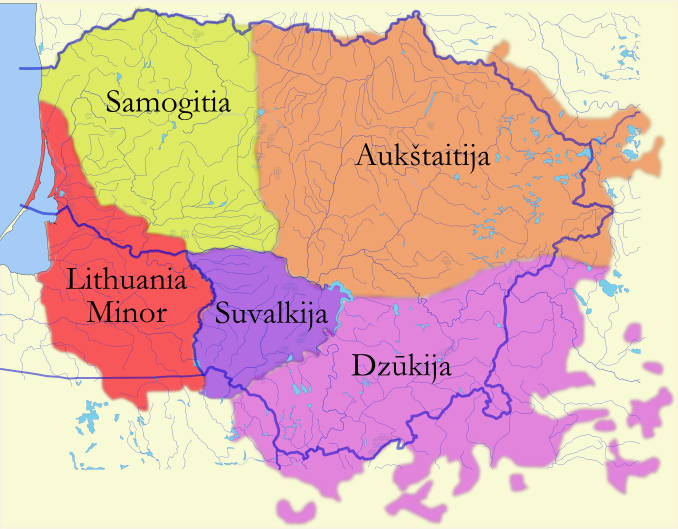

ليتوانيا الصغرى، أو ليتوانيا البروسية، هي منطقة إثنوغرافية تاريخية بروسية، أصبحت لاحقًا في بروسيا الشرقية في ألمانيا، حيث عاش البروسيون الليتوانيون (أو الليتوفينينكاي). أحاطت ليتوانيا الصغرى الجزء الشمالي من هذه المقاطعة وحصلت على اسمها بسبب عدد السكان الناطقين باللغة الليتوانية في الإقليم. قبل غزو الفرسان التوتونيين في القرن الثالث عشر، كان الجزء الرئيسي من الإقليم الذي عُرف فيما بعد باسم ليتوانيا الصغرى يسكنه قبائل السكالفيان والنادروفيان. أصبحت الأرض خالية من السكان إلى حد ما خلال الحرب بين ليتوانيا والنظام التوتوني. انتهت الحرب بمعاهدة ميلنو وأعيد استيطان الأرض من قبل الوافدين الليتوانيين الجدد واللاجئين العائدين وشعوب البلطيق الأصلية المتبقية؛ ظهر مصطلح ليتوانيا الصغرى لأول مرة بين عامي 1517 و1526.
باستثناء منطقة كلايبيدا، التي أصبحت منطقة انتداب لعصبة الأمم في عام 1920 بموجب معاهدة فرساي وضمت إلى ليتوانيا من عام 1923 إلى عام 1939، كانت البلاد جزءًا من بروسيا حتى عام 1945. منذ عام 1945، أصبح جزء صغير من المنطقة داخل بروسيا. تقع ليتوانيا الصغرى داخل حدود ليتوانيا وبولندا الحديثة بينما تعد معظم أراضيها جزءًا من أوبلاست كالينيغراد في روسيا.
رغم عدم بقاء أي شيء من الثقافة الأصلية بسبب طرد الألمان بعد الحرب العالمية الثانية، قدمت ليتوانيا الصغرى مساهمةً مهمة للثقافة الليتوانية ككل. قدم الشكل القياسي المكتوب للغة البروسية الليتوانية الجزء الرئيسي لليتوانية الحديثة، والتي تطورت من أشخاص مقربين من ستانيسلوفاس راباليونيس وتخرجوا من مدرسة اللغة الليتوانية التي تأسست في فيلنيوس، والذين طُردوا من الدوقية الكبرى خلال سنوات الإصلاح المضاد. وتشمل تلك الأسماء البارزة مثل أبراوماس كولفيتيس ومارتيانز مازفيداس. خلال سنوات حظر الصحافة الليتوانية، نُشرت معظم الكتب الليتوانية المطبوعة باستخدام الأبجدية اللاتينية في ليتوانيا الصغرى.
كانت ليتوانيا الصغرى موطنًا لكريستيغوناس دونيلايتيس، وهو قس وشاعر ومؤلف كتاب الفصول، والذي يعتبر معلمًا بارزًا في الأدب الليتواني (أول رواية خيالية مكتوبة باللغة الليتوانية)، وفيدوناس، كاتب وفيلسوف ليتواني بارز.

## التسمية
ينطبق مصطلح ليتوانيا الصغرى (Kleinlitauen أو ليتوانيا الصغيرة بالألمانية) على الجزء الشمالي الشرقي من مقاطعة بروسيا الشرقية السابقة (حوالي 31500 كيلومتر مربع). ذُكر لأول مرة باسم Kleinlittaw في السجلات البروسية لسيمون غروناو في بداية القرن السادس عشر (بين 1517 و1526) وتكرر لاحقًا من قبل مؤرخ بروسي آخر، لوكاس ديفيد. طُبق مصطلح ليتوانيا الصغرى لأول مرة خلال القرن التاسع عشر واستخدم على نطاق أوسع خلال القرن العشرين، في الغالب بين المؤرخين وعلماء الإثنوغرافيا.
كان الحد الشمالي الشرقي لمنطقة بروسيا التي يسكنها الليتوانيون هو حدود الدولة بين ليتوانيا وبروسيا، وكانت الحدود الشمالية تقع على طول نهر نيموناس، لكن الحد الجنوبي الغربي لم يكن واضحًا. وهكذا، نُظر إلى إقليم ليتوانيا الصغرى بشكل مختلف من قبل الأطراف المختلفة؛ إذ يمكن أن يكون:
- إما المنطقة المحدودة في الجنوب بواسطة خط ماكس تويبين - أدالبرت بيزنبرغر (حوالي 11400 كيلومتر مربع) أي ما يقرب من مساحة المقاطعة الليتوانية الإدارية السابقة (حوالي 10 آلاف كيلومتر مربع)، حيث كان السكان ليتوانيون كلهم تقريبًا حتى 1709-1711،
- أو المنطقة السابقة ذات الأغلبية الليتوانية الفعلية أو ذات النسبة الكبيرة (حوالي 17-18 ألف كيلومتر مربع).

استخدمت المصطلحات الإدارية المقاطعة الليتوانية، القسم الليتواني، الإقليم الليتواني أو ببساطة ليتوانيا البروسية أو ليتوانيا للإشارة إلى الوحدات الإدارية الليتوانية المأهولة (نادروفيا وسكالوفيا) في الوثائق القانونية للدولة البروسية منذ 1618. سُميت مقاطعة ليتوانيا كلاين ليتاو، كلاين ليتافين، بريوسيش ليتهافين، ليتوانيا الصغيرة أو ليتفانيا في خرائط بروسيا منذ عام 1738. انخفض الاستخدام الرسمي لمفاهيم ليتوانيا البروسية وغيرها بشكل كبير منذ الإصلاح الإداري 1815-1818. 

## الجغرافيا
احتضنت منطقة ليتوانيا الصغرى الأرض الواقعة بين الروافد الدنيا لنهر دانجو Dangė إلى الشمال والممرات الرئيسية لنهر بريجليوس إلى الجنوب. يمتد الخط الجنوبي الغربي من بحيرة كورونيان على طول نهر ديمينا إلى الجنوب، ويستمر على طول نهر بريجليوس إلى نهر ألنا (الآن لافا)، وصولاً إلى بلدة ألنا ومن ثم جنوبًا على طول نهر أشفين إلى بحيرة أشفينيس ومن هناك شرقًا إلى حدود ليتوانيا الكبرى. احتضنت المنطقة حوالي 11400 كيلومتر مربع. يشمل الفهم الأوسع لليتوانيا الصغرى المنطقة الغربية من ألنا وجنوب الروافد السفلية من بريجليوس وشبه جزيرة سامبيان، والتي تشكل 17-18 ألف كيلومتر مربع في المجموع.
تنتمي المنطقة العرقية السابقة في ليتوانيا الصغرى إلى ولايات مختلفة اليوم. جزء من أوبلاست كالينينغراد (باستثناء مدينة كالينينغراد والمناطق المحيطة بها)، وعدد قليل من المناطق في مقاطعة فارمين-ماسوريان في بولندا، بالإضافة إلى المناطق التالية في ليتوانيا الحديثة: بلدية منطقة كلايبيدا وبلدية منطقة سيلوتو ومدينة كلايبيدا وبلدية باجاي وبلدية نيرنغا كانت ذات يوم هي المنطقة الليتوانية الأخيرة من الناحية العرقية واللغوية والثقافية. رغم تقسيمها الآن بين البلدان، كانت ليتوانيا الصغرى سليمةً من قبل، وكانت كل هذه المناطق ذات يوم جزءًا من بروسيا وبالتالي انفصلت سياسيًا عن الأمة الليتوانية.
قبل عام 1918، كانت ليتوانيا الصغرى بأكملها جزءًا من مقاطعة بروسيا الشرقية التابعة لمملكة بروسيا، وهي قلب بروسيا في العصور الوسطى. كانت منطقةً خارج الدولة الليتوانية، يسكنها عدد كبير من البروسيين الليتوانيين. كان الإثنيون الليتوانيون البروسيون من البروتستانت على عكس سكان ليتوانيا الكبرى، الذين كانوا من الروم الكاثوليك.
بإعطاء الاسم البروسي الليتواني أولاً متبوعًا بالاسم الألماني، كانت المدن الرئيسية في ليتوانيا الصغرى السابقة هي كلايبيدا (ميميل) وتيلو (تيلسيت). تشمل المدن الأخرى راغاني (راغنيت) وشيلوكارشيما (هيدكروغ) التي أعيدت تسميتها إل ى شيلوتي وغومبيني (غومبينين) ويسورتيس (إنيستربورغ) وستالوبيناي (ستالوبونين).

## التاريخ

### مرحلة ما قبل ليتوانيا الصغرى
لم يكن الإقليم، الذي أُعطي المسمى ليتوانيا الصغرى في القرن السادس عشر، غريبًا على الليتوانيين عرقيًا وسياسيًا في الأزمنة السابقة. كان الإقليم ذات يوم خاضعًا جزئيًا لليتوانيا ميندوغاس في القرن الثالث عشر. لاحقًا، استولى عليه وحكمه الفرسان التيوتونيون (1275–1276)، واحتُسبت الأرض، كما هو مسجل في المصادر التاريخية، لتكون إرثهم من قبل الجيرداس (يُقال رسميًا) وفيتاوتاس (سُجلت لتُقال بشكل غير رسمي).

#### التنافس الليتواني الألماني
بدأت أراضي ليتوانيا الغربية مهددة من قبل النظام الليفوني من الشمال والفرسان التوتونيين من الجنوب في القرن الثالث عشر. كانت الأتظمة تستولي على أراضي قبائل البلطيق، وكان لإحدى هذه القبائل -الليتوانيون- دولتها وكانت أيضًا توسع قوتها بين شعوب البلطيق والروثينيين المجاورة. مُنِحَت الرهبانيّة حقّ الأراضي الوثنيّة من قبل باباوات وأباطرة الإمبراطورية الرومانية المقدّسة. كان حق الغزو يمنحهم أكبر قدر من الأراضي يحتلونها. بعد معركة سولي، سُحق النظام الليفوني وأدمِج في النظام التوتوني كجزء منه. تعهد ميندوغاس، في الظروف السياسية الحرجة لحكمه، بمنح ساموجيتيا للرهبنة مقابل المعمودية والتاج من البابا. بعد أن أصبح ميندوغاس ملكًا، وهو خاضع تمامًا للبابا، في عام 1253، كُتبت أعمال منح الأراضي للنظام الليفوني:
- 1253 يوليو، قانون منح نادروفيا وكارشوفا للنظام، كتبه ميندوغاس في العشيرة الليتوانية.
- 1259 قانون منح داينافا وسكالوفيا للنظام، كتبه ميندوغاس. في التأريخ، يعتبر هذا الفعل مزيفًا من قبل النظام.